# Takao Yamauchi
Takao Yamauchi (jap. 山内 貴雄 Yamauchi Takao; ur. 4 września 1978) – japoński piłkarz występujący na pozycji obrońcy.

## Kariera klubowa
Od 2001 do 2002 roku występował w klubie Cerezo Osaka.